# Multiproprietà
Con il termine multiproprietà si intende una pratica commerciale in cui più soggetti sono pieni proprietari di uno stesso immobile, goduto da ciascuno, a turno, per una frazione limitata dell'anno.
In Italia l'istituto è stato per la prima volta normato dal decreto legislativo 9 novembre 1998, n. 427
La legge (artt. 69 e seguenti D. Lgs. 6 settembre 2005, n.206 o Codice del Consumo) disciplina solo il contratto con cui il consumatore acquista il diritto oggetto di multiproprietà.
Il termine multiproprietà è utilizzabile solo quando il diritto oggetto del contratto sia un diritto reale, secondo l'art. 72, 1° comma, Codice del Consumo.

## Tipologie di Multiproprietà e nucleo comune delle fattispecie
Esistono diverse fattispecie di multiproprietà:
- Multiproprietà immobiliare;
- Multiproprietà azionaria;
- Multiproprietà alberghiera.

Il nucleo comune di queste fattispecie è che disciplinano l'avvicendamento a tempo indeterminato o a lungo termine, a turno, di più titolari nel godimento di uno o più immobili, per un periodo determinato o determinabile (art. 69, 1° comma Codice del Consumo).

### Multiproprietà immobiliare
La multiproprietà immobiliare consiste nell'acquisto da parte del singolo della quota di proprietà indivisa della singola unità abitativa, insieme al diritto perpetuo ed imprescrittibile dell'uso pieno ed esclusivo dell'alloggio in un periodo predeterminato ogni anno.

### Multiproprietà azionaria
La multiproprietà azionaria consiste nell'intestazione del complesso immobiliare ad una SpA previamente costituita, il cui capitale sociale si compone di azioni ordinarie e di azioni privilegiate.
Le azioni privilegiate attribuiscono al titolare un diritto di godimento periodico, a titolo gratuito od oneroso, su una determinata unità immobiliare.

### Multiproprietà alberghiera
L'unità immobiliare oggetto del godimento turnario fa parte di un complesso immobiliare gestito come impresa alberghiera, ai cui servizi accedono gli stessi multiproprietari.
La multiproprietà alberghiera è una variante delle prime due, dal punto di vista della titolarità, utilizzando in concreto o lo schema immobiliare o lo schema azionario. In alternativa, è utilizzato lo schema della comunione ordinaria sull'intero complesso alberghiero.
Il godimento turnario è comunque subordinato all'impresa alberghiera e, perciò, necessita di un gestore cui affidare la disponibilità delle strutture e dell'azienda alberghiera.

## Natura giuridica del diritto del multiproprietario immobiliare
La multiproprietà immobiliare è l'unica con diretta attribuzione di un potere al multiproprietario, senza lo schermo societario o i vincoli di destinazione alberghiera.
Teorie sulla natura della multiproprietà immobiliare:
- Comunione ordinaria, secondo gli artt. 1100 e seguenti Codice Civile;
- Concorrenza di diritti analoghi alla proprietà individuale;

### Tesi della comunione ordinaria
La tesi non è condivisibile per:
1. L'immodificabilità della destinazione;
2. Il divieto di divisione del bene oggetto di multiproprietà;
3. L'utilizzazione esclusiva a turni quale unica modalità di esercizio del diritto di multiproprietà;
4. L'esistenza dello ius accrescendi nella comunione ordinaria, per il caso di rinunzia di uno dei comproprietari al proprio diritto.

### Tesi della concorrenza di diritti analoghi alla proprietà individuale
La tesi è preferibile perché:
1. L'oggetto della multiproprietà è una frazione spazio-temporale del bene, similmente alla proprietà ordinaria, il cui oggetto è un bene individuato spazialmente;
2. La multiproprietà ha le caratteristiche di continuità e di durata potenzialmente illimitata, differendo dalla proprietà ordinaria per la mancanza di quelle di pienezza e di esclusività (necessaria limitazione del godimento fra i titolari).

## Tutela del consumatore nell'acquisto della multiproprietà
La disciplina originaria fu introdotta dal D.Lgs. 9 novembre 1998, n.427, d'attuazione della DIR. 94/47/CE.
La disciplina è attualmente contenuta negli artt. 69 e seguenti del Codice del Consumo (Capo I del Titolo IV della Parte III), con poche variazioni, di cui nessuna sostanziale, rispetto al testo previgente.
Il Codice del consumo tutela il consumatore acquirente di una multiproprietà, disciplinando il contratto relativo all'acquisto di un diritto di godimento ripartito di beni immobili e concluso fra il consumarore ed un venditore o promotore professionale.
Il Codice del Consumo, come il D. Lgs. 427/98 in precedenza, non disciplina nel merito la figura.
Come già detto, il termine multiproprietà è riferibile solo ad un diritto reale di godimento ripartito di beni immobili.
La normativa è raggruppabile in due aree:
1. Regolamentazione degli obblighi di tutela a carico del venditore, a garanzia di chiarezza e trasparenza in ogni fase negoziale;
2. La previsione di un articolato diritto di recesso, senza penalità, da parte del consumatore.

Le tutele predisposte dal Capo I sono inderogabili ex art. 78, che dispone la nullità di ogni clausola o patto aggiunto di rinuncia dell'acquirente ai diritti garantiti dallo stesso Capo I o di limitazione delle responsabilità previste a carico del venditore.

### Strumenti di tutela della chiarezza e della trasparenza
Gli strumenti di tutela della prima area sono:
1. Il formulario informativo di cui ad art. 71 Codice del consumo;
2. I requisiti del contratto di cui ad art. 72 Codice del Consumo.

#### Il documento (formulario) informativo
Il documento informativo, che deve essere necessariamente consegnato a chi chieda informazioni, deve specificare:
1. Il diritto oggetto del contratto (specificandone la natura obbligatoria o reale, usando solo in quest'ultimo caso il termine multiproprietà);
2. L'identità del venditore (e del proprietario, se diversi);
3. Per l'immobile determinato:
  1. Il bene e la sua ubicazione;
  2. La destinazione del bene;
  3. Il permesso edilizio e le leggi regionali;
4. Per l'immobilie non ancora determinato:
  1. Il permesso edilizio e le leggi regionali;
  2. Lo stato di avanzamento dei lavori e la data stimata di completamento;
  3. Lo stato di avanzamento dei lavori relativi ai servizi;
  4. Le garanzie per il rimobrso dei apgamenti già effettuati in caso di mancato completamento;
5. Il prezzo globale dell'operazione, inclusi:
  1. IVA;
  2. Stima delle spese individuali per l'uso dei servizi e delle strutture comuni;
  3. Base di calcolo degli oneri connessi all'utilizzo dellimmobile;
  4. Tasse;
  5. Spese di gestione;
  6. Spese di manutenzione e riparazione;
  7. Eventuali spese di trascrizione;
6. Informazioni circa:
  1. Le modalità di esercizio del diritto di recesso, con indicazione delle spese che l'acquirente, in caso di recesso, è tenuto a rimborsare;
  2. Le modalità di risoluzione del contratto di concessione del credito connesso al contratto, in caso  di recesso.

#### I Requisiti del contratto
I requisiti del contratto sono:
1. Forma scritta a pena di nullità;
2. Redazione in lingua italiana o in altra lingua comunitaria (dello Stato in cui l'acquirente risieda o di cui sia cittadino);
3. Trasposizione di tutti gli elementi contenuti nel documento informativo, con l'aggiunta di:
  1. Identità e domicilio dell'acquirente;
  2. Durata del contratto e termine a partire dal quale il consumatore può esercitare il suo diritto;
  3. Clausola di acquisto senza altri oneri, obblighi o spese diversi da quelli inclusi nel contratto;
  4. Eventuale possibilità di partecipazione ad un sistema di scambio o vendita del diritto oggetto del contratto;
  5. Espressa menzione della fideiussione bancaria o assicurativa da prestarsi quando:
    1. Il venditore non sia una società di capitali;
    2. Il venditore sia una società di capitali con capitale sociale inferiore a 5164569,00 €;
    3. L'immobile sia in costruzione.

### Facoltà di recesso
L'area della facoltà di recesso comprende:
1. Il diritto di recesso (artt. 73, 75, 1° comma Codice del Consumo);
2. Le sanzioni contro il professionista che ostacoli o impedisca l'esercizio dei diritti del consumatore (artt. 75, 2° comma, 81 Codice del Consumo).

#### Diritto di recesso
Il diritto di recesso, il cui esercizio deve essere obbligatoriamente comunicato tramite raccomandata con ricevuta di ritorno, è consentito:
1. Nel termine di 10 giorni dalla conclusione del contratto, con rimborso delle sole spese relative ad atti da espletare tasstivamente, effettivamente sostenute e documentate dal venditore;
2. Nel termine di 3 mesi, nel caso in cui il contratto difetti del contenuto minimo richiesto da art. 73, 2° comma, del Codice del Consumo (rinvio a gran parte degli elementi richiesti dagli artt. 70, 71 Codice del Consumo).

L'art. 75, 1° comma del Codice del Consumo dispone anche l'applicazione delle regole generali sul diritto di recesso, secondo gli artt. 64-67 del Codice del Consumo, per quanto non diversamente disposto dall'art. 73 Codice del Consumo.

#### Sanzioni
Le sanzioni applicabili al venditore si dividono in due gruppi:
1. Sanzioni ex art. 81 Codice del Consumo;
2. Sanzioni ex art. 62 Codice del Consumo, per rinvio ex art. 75, 2° comma Codice del Consumo.

Le sanzioni ex art. 81 puniscono il professionista che contravviene a:
1. art. 70, 1° comma:
  1. lett. a) (indicazione del diritto oggetto del contratto);
  2. lett. b) (indicazione dell'identità e del domicilio del venditore);
  3. lett. c), numero 1 (per l'immobile determinato, indicazione dell'ubicazione e della descrizione del bene);
  4. lett. d
    1. numero 2) (per l'immobile non ancora determinato, indicazione dello stato di avanzamento dei lavori relativi ai servizi);
    2. numero 3) (per l'immobile non ancora determinato, indicazione delle garanzie per il rimborso dei pagamenti in caso di mancato completamento dei lavori);

  5. lett. e) (indicazione dei servizi comuni accessibili al multiproprietario);
  6. lett. f) (indicazione delle strutture comuni accessibili al multiproprietario);
  7. lett. g) (indicazione delle norme applicabili in materia di manutenzione e riparazione dell'immobile, e di quelle in materia di amministrazione e gestione dell'immobile);
  8. lett. h) (indicazione del prezzo globale);
  9. lett. i) (informazioni sul diritto di recesso e sulle modalità di risoluzione dell'eventuale contratto di concessione del credito);
2. art.71, 3° comma (consegna di una copia del contratto tradotto nella lingua dello Stato di ubicazione dell'immobile, purché si tratti di lingua comunitaria);
3. art. 72(termine multiproprietà usato per indicare diritti personali di godimento o non usato per indicare diritti reali; omesso riferimento al diritto di ottenere il documento informativo);
4. art.74 (richiesta od accettazione di acconti).

Il venditore è punito con sanzione amministrativa pecuniaria da 1000 € a 5000 €, con sospensione dall'esercizio dell'attività per un periodo da 30 giorni a 6 mesi per la violazione ripetuta delle norme di cui sopra.
Le sanzioni ex art. 62 puniscono il professionista che:
- ostacola l'esercizio del diritto di recesso (artt. 64 e ss Codice);
- fornisce informazioni incomplete, errata o non conforme sul diritto di recesso (artt. 64 e ss Codice);
- non rimborsa al consumatore le somme eventualmente pagate;
- presenta all'incasso o allo sconto un titolo di credito prima della decorrenza del termine per l'esercizio del diritto di recesso;

Il venditore è punito con sanzione amministrativa pecuniaria da 516 € ad 5165 €, raddoppiati in caso di violazione ripetuta per due volte nello stesso anno.

### Restante disciplina
Al venditore è fatto divieto di esigere o di ricevere acconti fino alla scadenza dei termini per l'esercizio del diritto di recesso secondo l'art. 73 Codice.
Le norme del Codice, che disciplinano la multiproprietà, hanno carattere imperativo. L'art. 78 Codice dispone infatti la nullità:
- delle clausole contrattuali o dei patti aggiunti di rinuncia dell'acquirente ai diritti previsti dal Codice;
- delle clausole di limitazione delle responsabilità previste a carico del venditore.